# Apamea geminea
Apamea geminea là một loài bướm đêm trong họ Noctuidae.